# Михеева, Нина
Ни́на Михе́ева — российская спортсменка, чемпионка мира по рогейну (на 15-м Чемпионате мира по рогейну в 2017 году); неоднократный победитель и призёр Чемпионатов Мира, Европы, России.

## Биография
Увлекается путешествиями.

### Спорт
- 2010 год — приняла участие в чемпионате мира по рогейну в Новой Зеландии; победа в номинации среди женщин-ветеранов[3].
- В августе 2017 года в Латвии прошёл чемпионат мира по рогейну[1].
  - Вместе с напарницей Мариной Галкиной[4], Нина Михеева заняла первое место[1] в двух номинациях — среди женщин-ветеранов и в открытой категории.
  - В общем зачёте команда оказалась на 12 месте.

Run-директор по паркрану «Северное Тушино».

## Личная жизнь
- Замужем[7].
  - Сын[8].